# Phytomyza nepalensis
Phytomyza nepalensis är en tvåvingeart som beskrevs av Spencer 1965. Phytomyza nepalensis ingår i släktet Phytomyza och familjen minerarflugor.
Artens utbredningsområde är Nepal. Inga underarter finns listade i Catalogue of Life.